# Clase Absalon
La clase Absalon son buques de apoyo de la Real Armada de Dinamarca. La clase la forman dos buques construidos por Odense Steel Shipyard, que pueden describirse como un híbrido entre una fragata y un barco de transporte militar con múltiples funciones, con la capacidad de ser transformado de una nave de combate con el poder de fuego de una fragata tradicional a una nave de hospital en un día.

## Historia
La clase está basada en un diseño similar a la fragata, pero construida con una cubierta interna multiuso (cubierta flexible) y una rampa a popa para vehículos. Los barcos pueden servir como plataforma de mando para una plantilla de 75 personas (personal naval o conjunto) con un centro de mando y control contenerizado, transporte y como base de operaciones para una fuerza de desembarco del tamaño de una compañía de unos 200 hombres con vehículos. Alternativamente, la cubierta flexible puede utilizarse para operaciones de colocación de minas con una capacidad de unas 300 minas, o ser equipada para operaciones de remoción, también de lanzar y recuperar detectores de minas y equipos de depuración a través de una grúa pórtico, junto a la rampa de popa, que también se utiliza para el lanzamiento y recuperación de las lanchas rápidas de desembarco. Además la cubierta flexible puede alojar un hospital en contenedores o simplemente transportar un número de contenedores estándar ISO o unos 55 vehículos, incluyendo hasta 7 MBT. Los barcos llevan dos LCPs (Storebro SB90E), dos botes inflables de casco rígido y dos helicópteros medianos.
El armamento estándar de la clase Absalon pueden complementarse mediante el uso de módulos de misión StanFlex. Una cubierta de armas especiales (apodada la 'bañera') está diseñada con cinco ranuras para módulos StanFlex. Debido a la posición de la bañera, sólo se pueden instalar módulos misilísticos.
Los barcos llevan el nombre del arzobispo danés del siglo XII Absalon y su hermano Esbern Snare.

## En la ficción
La clase Absalon va a aparecer en un simulador naval “guerra naval en el círculo polar ártico”.

## Enlaces externos

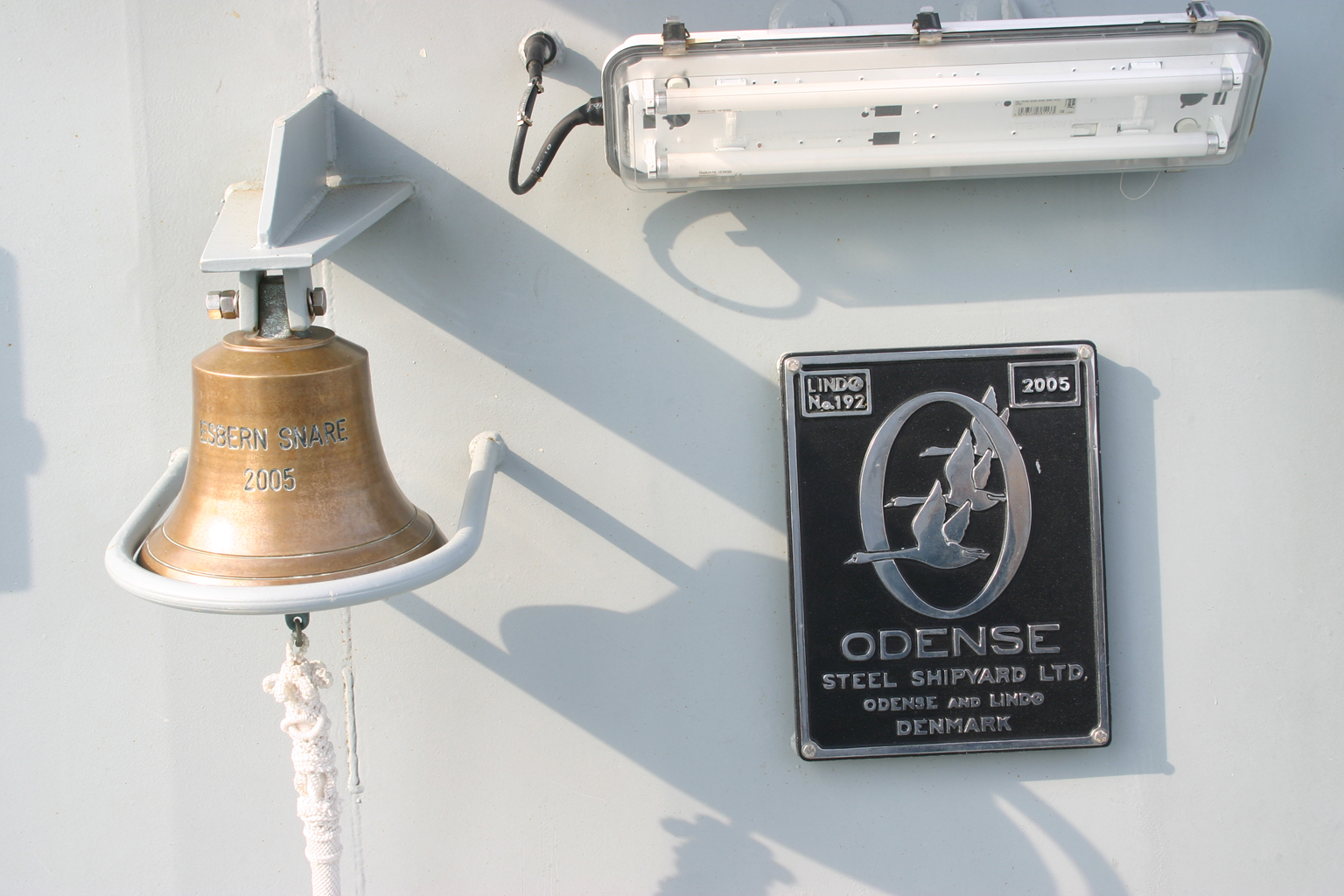
La campana del barco y la placa de identificación a bordo del HDMS Esbern Snare (L17)

## Lista de buques
| Nombre       | Identificador | Botado                | Asignado              | Estado |
| ------------ | ------------- | --------------------- | --------------------- | ------ |
| Absalon      | L16           | 25 de febrero de 2004 | 19 de octubre de 2004 | Activo |
| Esbern Snare | L17           | 21 de junio de 2004   | 18 de abril de 2005   | Activo |